# Афанасий (митрополит Московский)
Митрополи́т Афана́сий (в миру Андрей; начало XVI века — 1570-е годы) — митрополит Московский и всея Руси (1564—1566), государственный деятель, иконописец.

## Биография

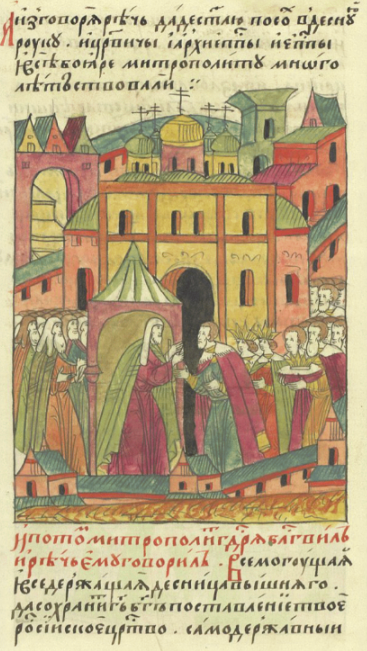
Митрополит Афанасий благословляет Ивана Грозного

Был священником в Переславле-Залесском, с 1549 года протопоп Благовещенского собора Московского Кремля, духовник Ивана Грозного. Участвовал в Казанском походе. Совершал молебен при закладке Благовещенского собора в Казани. Принял монашеский постриг в 1562 году в Чудовом монастыре с именем Афанасий.
24 февраля 1564 года избран в Московские митрополиты, 5 марта настолован. Оставил митрополию «за немощью великою» в мае 1566 года, но некоторые российские историки считают, что его отказ от кафедры был связан с опричниной. Афанасий вернулся в Чудов монастырь (16 мая 1566 г.) и прожил там до своей смерти. Скончался не позже 1575 года и был погребён в Чудовом монастыре.
Известна переписка с Иваном Грозным. Составил «Житие Даниила Переяславского» (духовный отец Афанасия), автор «Слова на перенесение мощей Николая Чудотворца»; по одному из предположений он является автором «Степенной книги». 
Занимался иконописью, по сообщению Лицевого летописного свода поновлял совместно с митрополитом Макарием икону Николая Великорецкого, писал копии с неё. В 1567 году в Чудовом монастыре поновлял Владимирскую икону Божией Матери:

Того же лета (1567), июля, повелением государя царя и великого князя Ивана Васильевича всея Руси поновлен бысть образ Пречистые Влалимирские Лукина письма евангелиста, златом и камением украшен многим, что стоит в Пречистой соборной в богоспасаемом граде Москве, а поновлял бывший митрополит Афонасей…

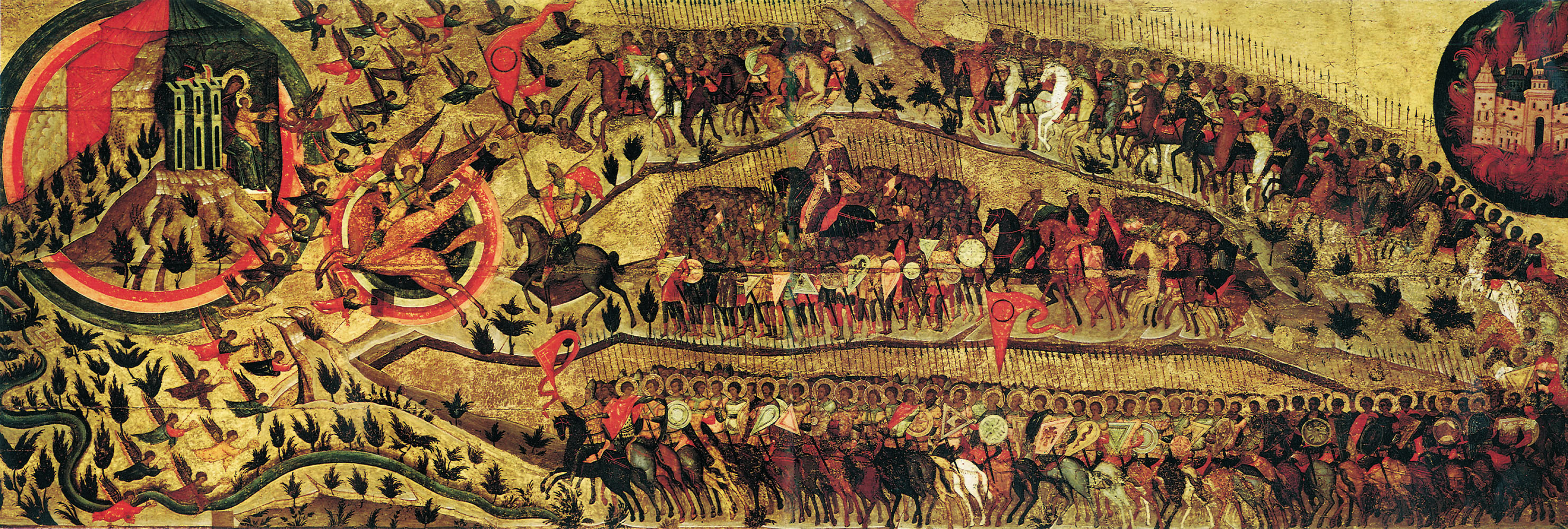
Благословенно воинство Небесного Царя

Также Афанасий предположительно является автором иконы «Благословенно воинство Небесного Царя» (Церковь воинствующая).